# Ismidone di Die
Ismidone (Sassenage, XI secolo – Die, 28 settembre 1115) è stato vescovo di Die. Il suo culto come santo è stato confermato da papa Pio X nel 1903.

## Biografia
Nacque nel castello di Sassenage, studiò a Valence e divenne canonico di Santo Stefano a Lione.
Nel 1097 succedette a Ponzio come vescovo di Die. Fu collaboratore di Ugo, vescovo di Lione, per conto di cui compì missioni a Roma e Poitiers; con Ugo partecipò al concilio di Anse e compì un viaggio a Roma e Gerusalemme.
Fu spesso designato dal papa come suo legato per svolgere il ruolo di pacificatore nelle controversie tra abbazie e diocesi di Francia e Borgogna.
La sua ultima menzione risale all'ottobre 1114, quando ricevette a Die l'abate Ponzio di Cluny; nel settembre 1116 reggeva la sede di Die il suo successore Pietro.

## Il culto
Fu onorato come santo sin dalla morte e la chiesa in cui fu deposto gli fu intitolata; l'edificio fu distrutto nel 1567 dagli ugonotti, che profanarono e bruciarono anche le reliquie di Ismidone.
Papa Pio X, con decreto del 9 dicembre 1903, ne confermò il culto con il titolo di santo.
Il suo elogio si legge nel martirologio romano al 30 settembre.